# Antiracotis breijeri
Antiracotis breijeri là một loài bướm đêm trong họ Geometridae.